# Sân bay Birjand
Sân bay Birjand (IATA: XBJ, ICAO: OIMB) là một sân bay gần Birjand, Iran.
Sân bay này có 2 đường cất hạ cánh dài 2162 ma và 2902 m bề mặt nhựa đường.

## Các hãng hàng không và các tuyến điểm
Hiện có các hãng hàng không sau đang hoạt động tại sân bay này:
- Iran Air (Tehran-Mehrabad, Mashhad)
- Mahan Air (Tehran-Mehrabad)
- Taban Airlines (Tehran-Mehrabad, Mashhad)
- Dữ liệu hàng không thế giới thông tin về sân bay cho OIMB